# Cicindela haemorrhagica
Cicindela haemorrhagica este o specie de insecte coleoptere descrisă de Leconte în anul 1851. Cicindela haemorrhagica face parte din genul Cicindela, familia Carabidae.

## Subspecii
Această specie cuprinde următoarele subspecii:
- C. h. arizonae
- C. h. haemorrhagica
- C. h. woodgatei